# Railteam
Railteam je udruženje sedam europskih operatora vlakova velike brzine. Cilj grupe je ponuditi prožeti prijevoz velike brzine između velikih europskih gradova i konkurirati sa zračnim prijevoznicima točnošću, zaštitom okoliša, cijenom i brzinom. Usklađeni odlasci su namijenjeni kako bi se ponudilo konzistentni putovanje. Članovi Railteama planiraju pokrenuti knozistentbi sustav naplate na jednoj internet stranici 2009, kao i ponuditi međusobno članstvo u programima odanosti klijenata i pristup poslovnim ljudima.
Railteam planira povećati putovanja velike brzine od trenutno 15 milijuna putnika po godini na 25 milijuna do 2001.

## Organizacija
- Datum formiranja: srpanj 2007.
- Središnjica: nema
- Lokacija: Europa
- Članstvo: 7 operatora

## Članovi
Trenutno se Railteam sastoji od sedam zapadnoeuropskih i centralnoeuropskih operatora. Njihova službena internetska stranica navodi kako su spremni primati i nove operatore.
| - Deutsche Bahn (Njemačka) - SNCF (Francuska), - Eurostar (UK, Francuska i Belgija) - NS Hispeed (Nizozemska) | - ÖBB (Austrija) - SBB (Švicarska) - NMBS/SNCB (Belgija) |

Zbog toga su servisi velike brzine ICE, TGV, Eurostar i Thalys vlakovi. Planira se uvođenje i novih, kao npr Railjet.
Aliansa se namjerava fokusirati na pet glavnih središta (Brussels Midi, Lille Europe, Stuttgart, Cologne i Frankfurt ), s osobljem koje govori više jezika. Druga središta će se eventualno otvoriti u budućnosti.

## Kooperacija
Europska komisija je inzistirala na tome, da članovi Railteama nastave s tržišnom utakmicom s cijenama.

## Konkurencija
The Railteam aliansa je odgovor operatera vlakova velike brzine na rastući pritisak alianci zračnog prometa kao što su SkyTeam, Oneworld i Star Alliance. Railteam koristi istu terminologiju u komunikaciji.

## Galerija
- TGV
- Eurostar
- InterCityExpress
- Thalys

## Poveznice
1. 1 2 3  A high-speed revolution. The Economist. 5. srpnja 2007. Pristupljeno 17. srpnja 2007.

- (en)BBC News: "'Single' euro train fare planned"

## Vanjske poveznice
- Railteam.eu – Službena stranica (višejezična)